# Samuel Lalmuanpuia
Samuel Lalmuanpuia (sinh ngày 27 tháng 7 năm 1998) là một cầu thủ bóng đá người Ấn Độ thi đấu ở vị trí tiền vệ cho Shillong Lajong ở I-League.

## Sự nghiệp
Sinh ra ở Mizoram, Lalmuanpuia bắt đầu sự nghiệp với Shillong Lajong. Anh thi đấu cho đội trẻ Lajong ở Shillong Premier League, nơi anh là vua phá lưới năm 2015, và tại I-League U19. Anh có màn ra mắt cho câu lạc bộ ngày 21 tháng 2 năm 2016 trước DSK Shivajians. Anh đá chính, thi đấu hết hiệp một và Shillong Lajong bị cầm hòa 1–1.

## Thống kê sự nghiệp
Tính đến 11 tháng 2 năm 2018
| Câu lạc bộ          | Mùa giải            | Giải vô địch        | Giải vô địch | Giải vô địch | Cúp Liên đoàn | Cúp Liên đoàn | Siêu cúp | Siêu cúp  | Châu lục | Châu lục  | Tổng    | Tổng      |
| Câu lạc bộ          | Mùa giải            | Hạng đấu            | Số trận      | Bàn thắng    | Số trận       | Bàn thắng     | Số trận  | Bàn thắng | Số trận  | Bàn thắng | Số trận | Bàn thắng |
| ------------------- | ------------------- | ------------------- | ------------ | ------------ | ------------- | ------------- | -------- | --------- | -------- | --------- | ------- | --------- |
| Shillong Lajong     | 2015–16             | I-League            | 9            | 1            | 0             | 0             | —        | —         | —        | —         | 9       | 1         |
| Shillong Lajong     | 2016–17             | I-League            | 16           | 3            | 3             | 2             | —        | —         | —        | —         | 19      | 5         |
| Shillong Lajong     | 2017–18             | I-League            | 17           | 3            | —             | —             | 2        | 1         | —        | —         | 19      | 4         |
| Tổng cộng sự nghiệp | Tổng cộng sự nghiệp | Tổng cộng sự nghiệp | 42           | 7            | 3             | 2             | 2        | 1         | 0        | 0         | 47      | 10        |